# Gwanghaegun
Gwanghaegun (né le 25 avril 1575 et mort le 7 août 1641) est le quinzième roi de la Corée en période Joseon. Il a régné du 17 mars 1608 au 15 mars 1623. Son nom personnel était Yi Hon . Il est venu au trône de manière controversée. Il a fait beaucoup pour stabiliser et reconstruire le pays durant ses 15 années de règne, mais n'a pas pu contrôler les actions des membres de la faction qu'il soutenait. Leur violence contre l'ancienne reine et le jeune prince amena la vengeance d'une faction rivale, qui accéda au trône.
Gwanghaegun est apprécié des Coréens pour avoir guidé la Corée Joseon pendant une période périlleuse. Il dût faire face à une invasion japonaise et œuvra à la reconstruction de la Corée après une guerre dévastatrice. Il a aussi joué un grand rôle pour la Corée dans la Guerre de Manchu-Ming, Gwanghaegu s'est distingué dans la tradition de Rois comme Sejong[pas clair].

## Famille

### Ascendants
|  |                                                           |  |  |  |  |  |  |  |  |  |  |  |  |  |  |  |
|  | Prince Deokheung (1530-1559)                              |  |  |  |  |  |  |  |  |  |  |  |  |  |  |  |
|  |                                                           |  |  |  |  |  |  |  |  |  |  |  |  |  |  |  |
|  |                                                           |  |  |  |  |  |  |  |  |  |  |  |  |  |  |  |
|  | Seonjo (1552-1608)                                        |  |  |  |  |  |  |  |  |  |  |  |  |  |  |  |
|  |                                                           |  |  |  |  |  |  |  |  |  |  |  |  |  |  |  |
|  |                                                           |  |  |  |  |  |  |  |  |  |  |  |  |  |  |  |
|  | Princesse consort Hadong du clan Hadong Jeong (1522-1567) |  |  |  |  |  |  |  |  |  |  |  |  |  |  |  |
|  |                                                           |  |  |  |  |  |  |  |  |  |  |  |  |  |  |  |
|  |                                                           |  |  |  |  |  |  |  |  |  |  |  |  |  |  |  |
|  | Yi Hon, Roi Gwanghaegun                                   |  |  |  |  |  |  |  |  |  |  |  |  |  |  |  |
|  |                                                           |  |  |  |  |  |  |  |  |  |  |  |  |  |  |  |
|  |                                                           |  |  |  |  |  |  |  |  |  |  |  |  |  |  |  |
|  | Kim Hee-cheol (1519-1592)                                 |  |  |  |  |  |  |  |  |  |  |  |  |  |  |  |
|  |                                                           |  |  |  |  |  |  |  |  |  |  |  |  |  |  |  |
|  |                                                           |  |  |  |  |  |  |  |  |  |  |  |  |  |  |  |
|  | Noble Consort royale Gong du clan Gimhae Kim (1553-1577)  |  |  |  |  |  |  |  |  |  |  |  |  |  |  |  |
|  |                                                           |  |  |  |  |  |  |  |  |  |  |  |  |  |  |  |
|  |                                                           |  |  |  |  |  |  |  |  |  |  |  |  |  |  |  |
|  | Dame Gwon du clan Andong Gwon                             |  |  |  |  |  |  |  |  |  |  |  |  |  |  |  |
|  |                                                           |  |  |  |  |  |  |  |  |  |  |  |  |  |  |  |
|  |                                                           |  |  |  |  |  |  |  |  |  |  |  |  |  |  |  |

### Descendants
- Épouses et descendances

1. Reine destituée Yu du clan Munhwa Yu ((폐비 유씨) (août 1575 - octobre 1623)
  1. (? - 1592)
  2. Premier fils (1596 - 1596)
  3. Second fils, Yi Ji, prince hérité destitué (이지 폐세자) (décembre 1598 - juillet 1623)
  4. Troisième fils (1601 - 1603)
2. Consort royale So-ui du clan Papyeong Yun (소의 윤씨) (? - mars 1623)
  1. Princesse Hwain (옹주) (1619-1664)
3. Consort royale So-ui du clan Pungsan Hong (소의 홍씨) (? – 1623)
4. Consort royale So-ui du clan Andong Gwon (숙의 권씨)
5. Consort royale Sug-ui du clan Yangcheon Heo (숙의 허씨)
6. Consort royale Sug-ui du clan Wonju Won (숙의 원씨)
7. Consort royale So-yong du clan Dongnae Jeong (소용 정씨) (? - 1623)
8. Consort royale So-yong du clan Pungcheon Im (소용 임씨) (1598 - 1628)
9. Consort royale So-won du clan Yeongsan Shin (소원 신씨)
10. Consort royale Sug-won du clan Han (숙원 한씨)
11. Dame de court Kim (상궁 김씨) (1584 – 1623)
12. Dame de court Yi (상궁 이씨)
13. Dame de court Choe (상궁 최씨)
14. Dame de court Jo du clan Hanyang Jo  (궁인 조씨)
15. Dame de court Byeon (궁인 변씨)

## Dans la culture populaire

### Films et séries
- Interprété par Kim Kyu-chul en 1995 dans la série West Palace de KBS 2TV.
- Interprété par Kim Seung-soo en 1999-2000 dans la série Hur Jun de MBC.
- Interprété par Ji Sung en 2003 dans la série The King's Woman.
- Interprété par Lee In en 2004-2005 dans la série Immortal Admiral Yi Sun-sin de KBS.
- Interprété par Lee Ho-seong en 2008 dans la série Tamra, the island de MBC.
- Interprété par Lee Byung-hun en 2012 dans le film Masquerade.
- Interprété par Lee Sang-yoon et Noh Young-hak en 2013 dans la série Goddess of Fire de MBC.
- Interprété par In Gyo-jin en 2013 dans la série Hur Jun, the Original Story de MBC.
- Interprété par Seo In-guk en 2014 dans la série The King's Face de KBS 2TV.
- Interprété par Cha Seung-won et Lee Tae-hwan en 2015 dans la série Splendid Politics de MBC.
- Interprété par Noh Young-hak en 2015 dans la série The Jingbirok: A Memoir of Imjin War de KBS.
- Interprété par Yeo Jin-goo en 2017 dans le film Warriors of the Dawn et en 2019 dans la série The Crowned Clown de TVN.
- Interprété par Jung Joon-ho en 2019 dans la série The Tale of Nokdu de KBS 2TV.
- Interprété par Jang Hyun-sung en 2020 dans le film The Swordsman.
- Interprété par Kim Tae-woo en 2021 dans la série Bossam: Steal the Fate de MBN.